# HD 164922 b
HD 164922 b는 오렌지색 왜성 HD 164922 주위를 도는, 물의 구름으로 뒤덮여 있을 것으로 추측되는 외계 행성이다. 이 행성은 허큘리스자리 방향으로 지구로부텅 약 71.5 광년 떨어진 곳에 있다. HD 164922 b는 토성과 비슷한 긴 공전 주기를 갖는 행성으로서는 최초로 발견된 존재이다. 궤도경사각은 알려지지 않았기 때문에 실제 질량은 최소 질량보다 약간 더 클 것이다. 직접 관측하여 발견한 것이 아니기 때문에 반지름과 표면 온도는 어디까지나 예상치에 불과하다. 지구에서 보았을 때 항성과 떨어져 있는 거리는 100밀리초각 정도이다. 행성 궤도는 이심률이 작아 0.05 정도로 원에 가까워 우리 태양계의 목성이나 토성 궤도와 비슷한데, 이는 다른 외계 행성들과는 다른 특이한 점이다.

## 참고 문헌
- (영어) Butler 연구진 (2006). “Catalog of Nearby Exoplanets”. 《The Astrophysical Journal》 646 (1): 505–522. doi:10.1086/504701. 2019년 12월 7일에 원본 문서에서 보존된 문서. 2009년 6월 21일에 확인함.

## 같이 보기
- 허큘리스자리 14 b